# Ворожба (приток Псёла)
Ворожба (укр. Ворожба) — река на Украине, правый приток Псёла. Протекает по территории Лебединского района Сумской области.

## Описание
Длина реки — 22 км. Долина трапециевидная, в верхнем течении узкая. Пойма двусторонняя, в нижнем течении сливается с поймой Псёла, местами заболоченная. Русло преимущественно слабозвилистое, в нижнем течении выпрямленные, в среднем и верхнем течении часто пересыхает. Сооружено несколько прудов.

## Расположение
Ворожба берёт начало у северной окраины села Лифино. Течет сначала на юго-восток, у южной окраины села Ворожба возвращает на юго-запад. Впадает в Псёл западнее села Бишкинь.